# Schwarzstieliger Streifenfarn
Der Schwarzstielige Streifenfarn oder Schwarze Streifenfarn (Asplenium adiantum-nigrum) ist eine Pflanzenart aus der Gattung der Streifenfarne (Asplenium) innerhalb der Familie der Streifenfarngewächse (Aspleniaceae). Sie wächst vor allem auf Urgestein. Ihre Wedelstiele sind am Grund glänzend schwarz.
Als weiterer deutschsprachiger Trivialname ist für den Elsass die Bezeichnung Frauenhaar belegt.

## Beschreibung

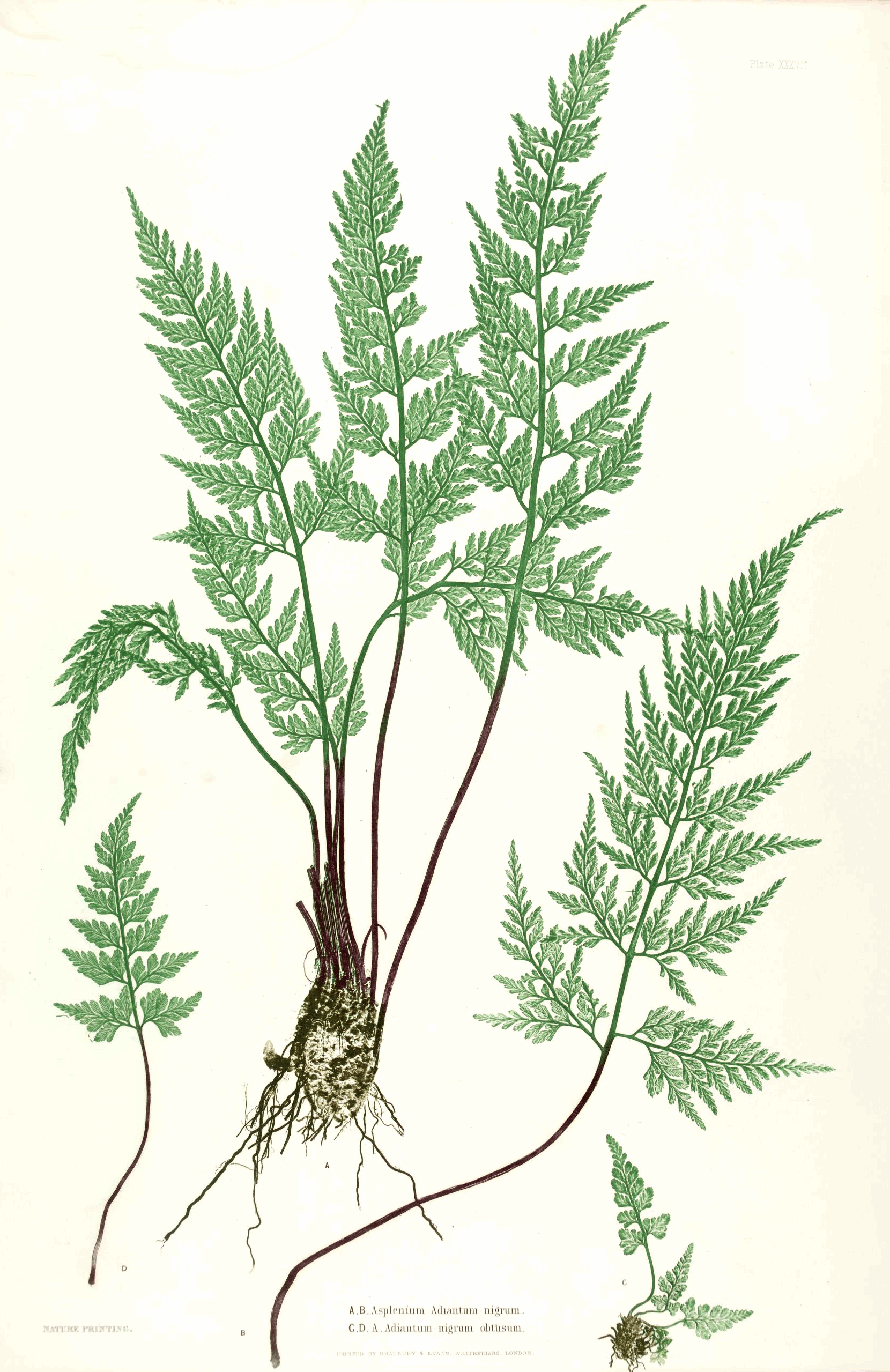
Illustration

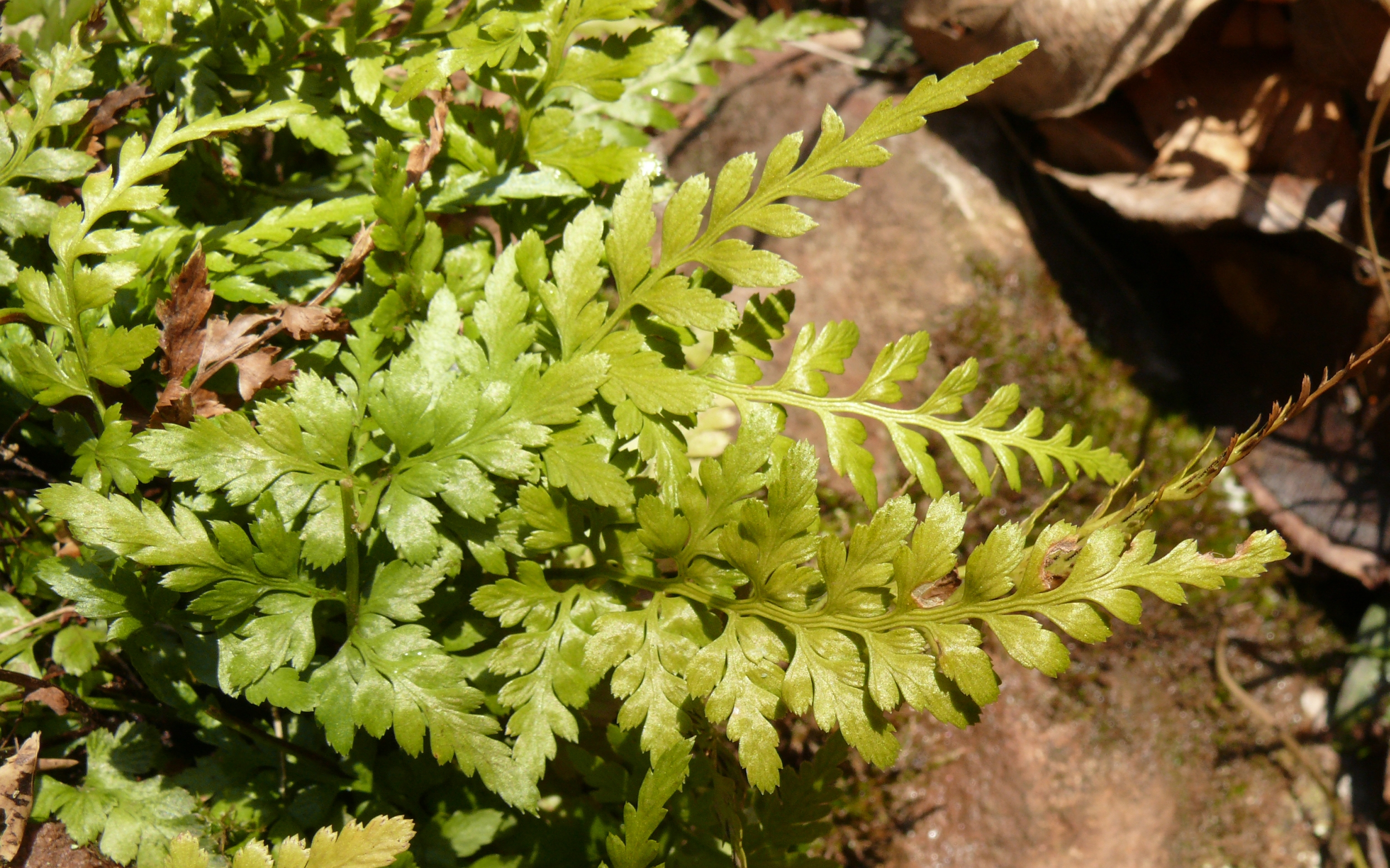
Wedel von Asplenium adiantum-nigrum subsp. adiantum-nigrum

Der Schwarzstielige Streifenfarn ist eine ausdauernde krautige Pflanze. Das Rhizom ist kurz kriechend bis aufsteigend, sodass die Wedel büschelig bis leicht rasig wachsen. Die Länge der Wedel einschließlich Stiel liegt zwischen 10 und 45, selten bis zu 50 Zentimeter. Die Spreiten überwinternder Wedel sind bei jungen Exemplaren einfach gefiedert, bei älteren zwei- bis dreifach gefiedert, glänzend, kahl und ledrig, im Umriss sind sie dreieckig und in eine lange Spitze ausgezogen. Ihre Stiele sind etwas kürzer bis doppelt so lang wie die Spreiten und sind wenigstens am Grunde rötlich schwarz bis dunkel-braun. Die Blattspreiten sind bis zu 25 Zentimeter lang und bis zu 19 Zentimeter breit. Die Zahl der Fiedern beträgt auf jeder Seite 6 bis 15. Die unteren Fiedern sind gestielt, im Umriss dreieckig-lanzettlich und 25 bis 70 Millimeter lang. Die unteren Fiederabschnitte sind oft schwach nach oben gekrümmt. Die letzten Fiederabschnitte sind am Grund abgerundet und vorne mit zugespitzten, manchmal stachelspitzigen und nach vorne gekrümmten Zähnchen. Bei der Unterart Asplenium adiantum-nigrum subsp. onopteris sind die Zähnchen und die unteren Fiederabschnitte deutlich stärker nach oben gekrümmt. Auf jeder Seite eines Fiederchens sind meist zwei oder drei, selten bis zu fünf mehr oder weniger verlängerte Sori vorhanden. Das Indusium ist ganzrandig oder seicht gezähnt.
Die Sporen werden reif zwischen Juni und September.
Die Chromosomenzahl beträgt bei Asplenium adiantum-nigrum subsp. adiantum-nigrum 2n = 144, bei Asplenium adiantum-nigrum subsp. onopteris 2n = 72.

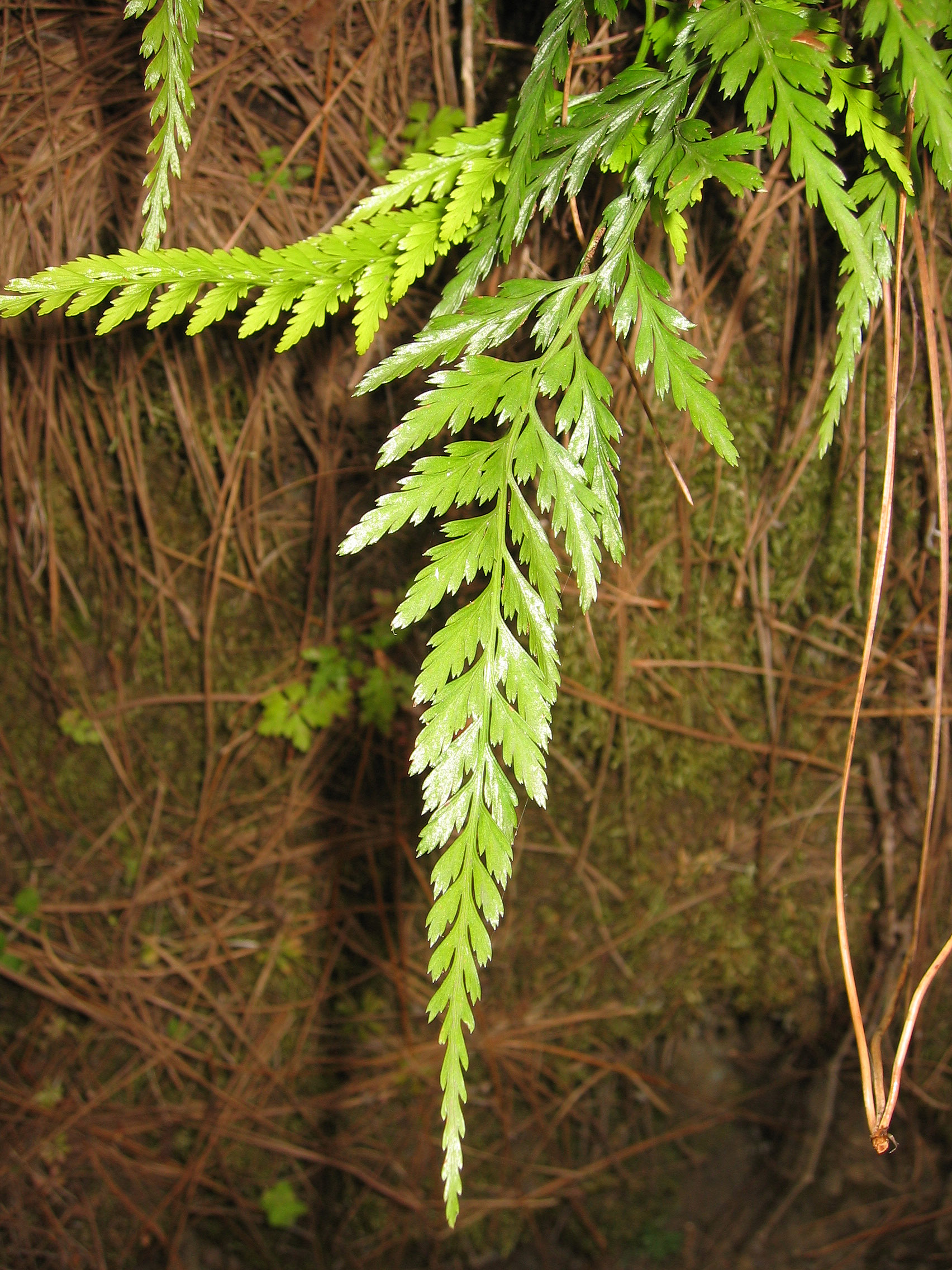
Asplenium adiantum-nigrum subsp. onopteris, Wedel von oben

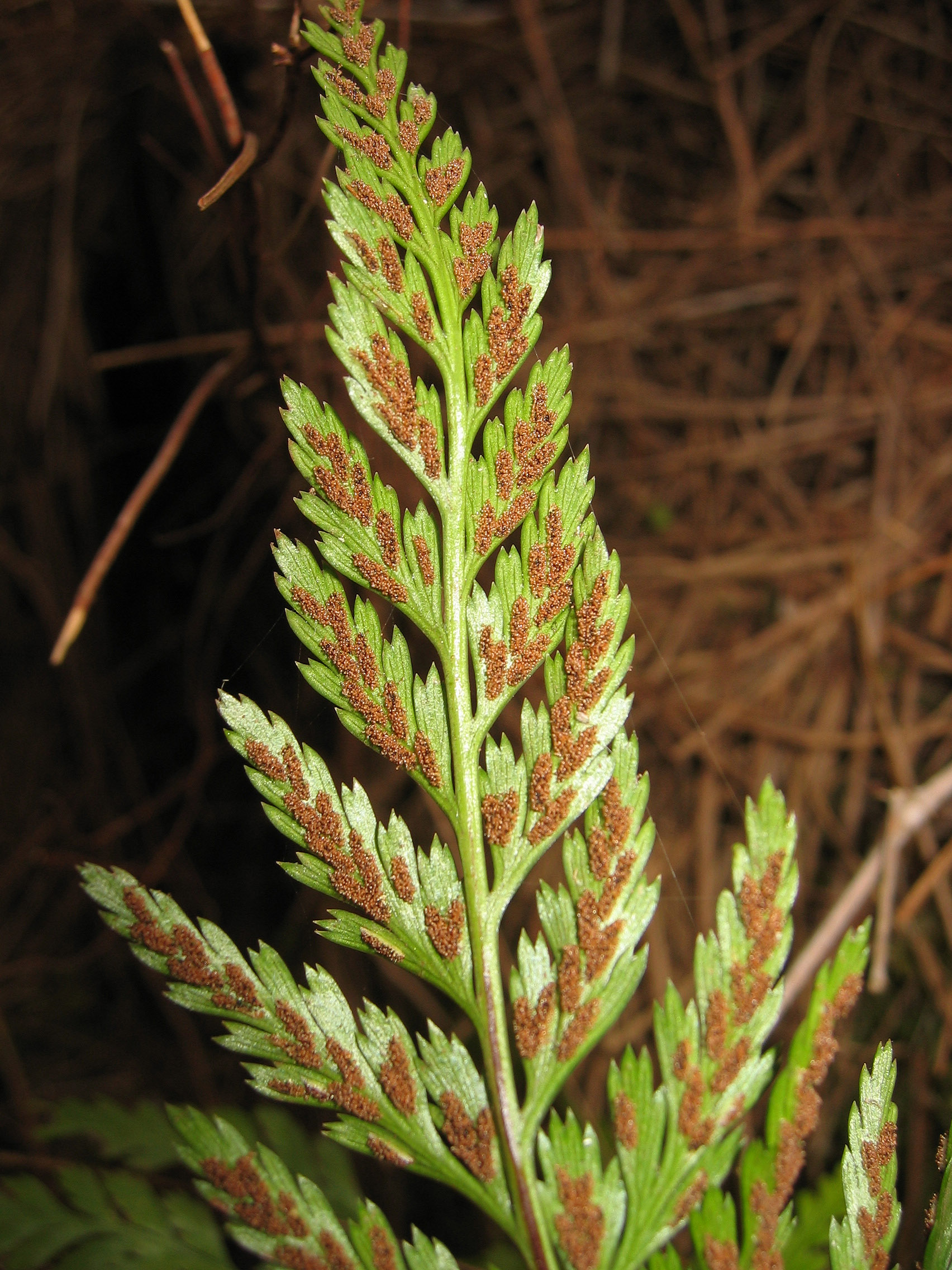
Asplenium adiantum-nigrum subsp. onopteris, Wedel von unten

## Vorkommen
Es handelt sich um eine primär eurasische Art, die von den Azoren und den Kanaren über ganz Europa bis nach Ostasien verbreitet ist. Außerdem kommt sie in Nord- und Ostafrika sowie selten auch in Nordamerika vor. In Europa kommt der Schwarzstielige Streifenfarn in fast allen Ländern vor und fehlt nur in Island, Finnland, im Baltikum, in Belarus, Moldau und im europäischen Russland.
In Deutschland ist der Schwarzstielige Streifenfarn in den westlichen und südlichen Gebieten verbreitet, ansonsten kommt er nur sehr zerstreut vor.
Der Schwarze Streifenfarn in der Unterart Asplenium adiantum-nigrum subsp. adiantum-nigrum wächst auf hellen bis halbschattigen Felsen auf kalkfreiem Gestein, insbesondere auf Urgestein. Er ist pflanzensoziologisch eine Charakterart des Asplenietum septentrionalis-adianti-nigri aus dem Verband Androsacion vandellii. Sie steigt bei Morteratsch bis zu einer Höhenlage von 1970 Meter auf.

## Systematik
Die Erstveröffentlichung von Asplenium adiantum-nigrum erfolgte 1753 durch Carl von Linné in Species Plantarum, Tomus II, S. 1081 als erstbeschrieben. Ein Synonym für Asplenium adiantum-nigrum L. ist Asplenium nigrum Lam. nom. illeg.
Je nach Autor gibt es in Europa und im Mittelmeerraum etwa fünf Unterarten:
- Asplenium adiantum-nigrum L. subsp. adiantum-nigrum
- Asplenium adiantum-nigrum subsp. corunnense (H.Christ) Rivas-Mart.: Sie kommt in Portugal, Spanien und auf Korsika vor.[3]
- Spitziger Streifenfarn (Asplenium adiantum-nigrum subsp. onopteris (L.) Heufl., Syn.: Asplenium onopteris L.): Er kommt in Nordafrika, Südeuropa, Südosteuropa, Vorderasien und auf den Azoren, Kanaren und Madeira vor.[3] Er gedeiht vor allem in lichten Wäldern auf meist sauren Böden in Gesellschaften des Verbands Quercion ilicis.[4][2] Er ist bis 50 Zentimeter hoch. Die Blattspreite ist stark glänzend, dunkelgrün an der Spitze wie auch die Fiedern und größeren Fiederchen verlängert (geschwänzt).[2] Er steigt im Puschlav bei Roncase bis zu einer Höhenlage von 1200 Meter auf.[2]
- Serpentin-Streifenfarn (Asplenium adiantum-nigrum subsp. serpentini (Tausch) Heufl., Syn.: Asplenium serpentini Tausch, Asplenium adiantum-nigrum subsp. cuneifolium (Viv.) Asch., Asplenium cuneifolium Viv.): Er kommt in Südeuropa, Südosteuropa und in Mitteleuropa vor.[3] Er ist eine Charakterart des Asplenietum serpentini aus dem Verband Asplenion serpentini.[4] Seine Blätter sind glanzlos und überwintern meist nicht. Die Blattspreite ist nicht geschwänzt. Die letzten Blattabschnitte sind keilförmig und unten ganzrandig. Er gedeiht nur auf Serpentinit oder Magnesit.[2] Er ist in Deutschland durch die BArtSchV geschützt.[5]
- Asplenium adiantum-nigrum subsp. woronowii (H.Christ) Fraser-Jenk. (Syn.: Asplenium woronowii H. Christ): Sie kommt in der Türkei, im Kaukasusgebiet und in Transkaukasien vor.[3]